# Orthodoxe Kathedrale (Jelgava)

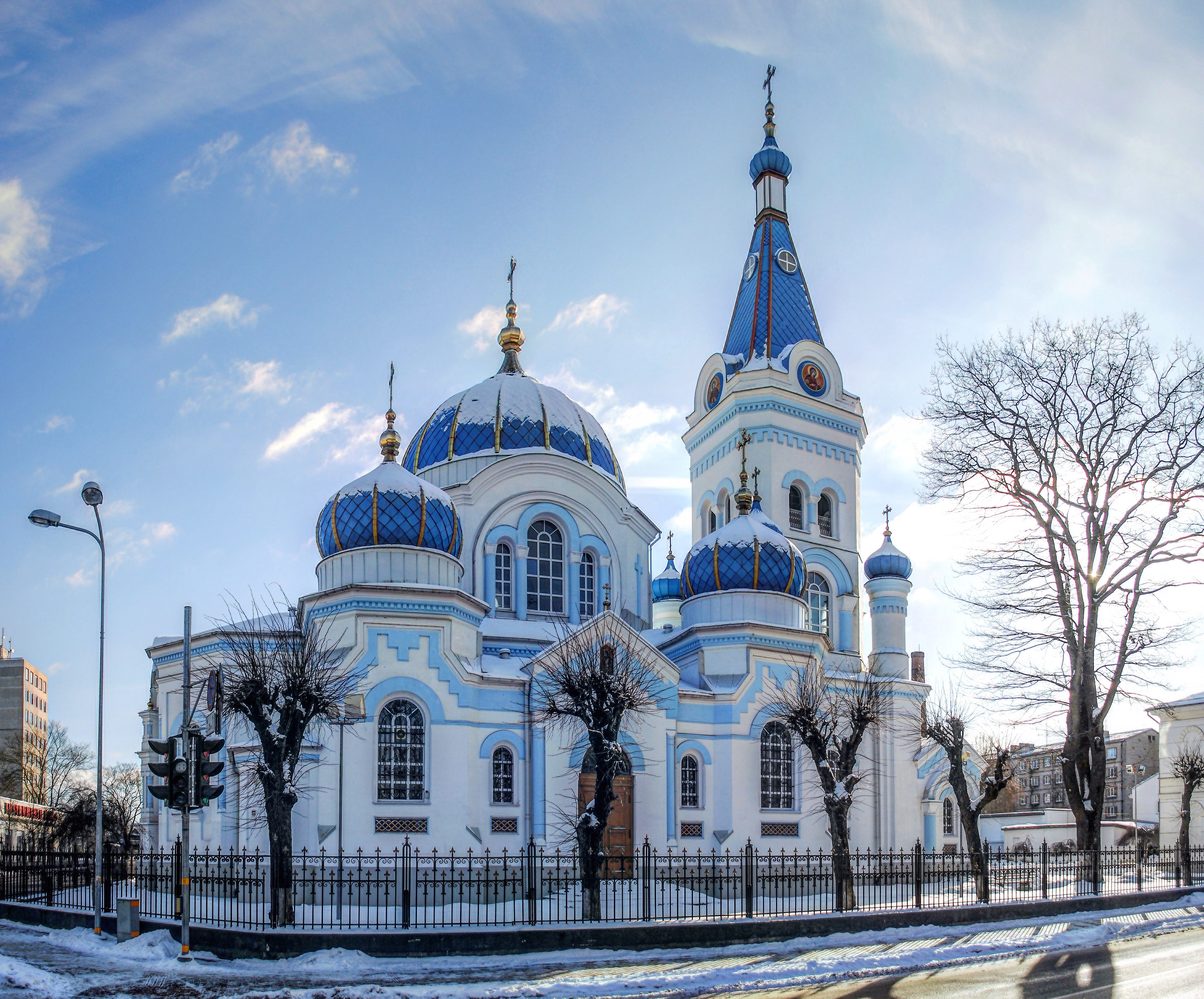

Die Kirche St. Anna & Simeon (Jelgavas Sv. Simeona un Sv. Annas pareizticīgo katedrāle) ist eine russisch-orthodoxe Kathedrale im lettischen Jelgava (Mitau).
An der Stelle der heutigen Kirche befand sich hier bereits eine ältere, welche 1774 geweiht wurde. Das Design der Annenkathedrale geht auf Architekt Rastelli zurück, der die Kirche Mitte des 17. Jahrhunderts plante; gebaut wurde die Kirche jedoch erst 1890–1892. Die Grundsteinlegung wurde von Zar Alexander III. vorgenommen, der den Bau auch finanziell unterstützte. Während des Zweiten Weltkriegs wurde die Annenkirche schwerst beschädigt. Die Ruine wurde Anfang der 1980er Jahre zum Abriss freigegeben, was in letzter Minute verhindert wurde. Erst nach Wiederherstellung der lettischen Unabhängigkeit wurde die Kirche in den Jahren von 1993 bis 2003 wiederaufgebaut und restauriert.
Besonders auffallend sind die goldenen mit blauen Streifen verzierten Kuppeln.

## Referenzen
- Explore Latvia (englisch)

Koordinaten: 56° 39′ 2,5″ N, 23° 42′ 56,6″ O